# Kinderziekte
Een kinderziekte is een infectieziekte die zo besmettelijk is dat de meeste mensen ze al vroeg in hun leven als kind een keer doormaken. Hierna bestaat in het algemeen volledige immuniteit wat inhoudt dat herhaling van de ziekte over het algemeen niet voorkomt. Voorbeelden van kinderziekten zijn:
1. mazelen (morbilli)
2. roodvonk (scarlatine)
3. rodehond (rubella)
4. vierde ziekte (ziekte van Filatov-Dukes)
5. vijfde ziekte (erythema infectiosum)
6. zesde ziekte (exanthema subitum)
7. bof (parotitis)
8. waterpokken (varicella zoster)

Roodvonk is in dit rijtje een buitenbeentje doordat ze door een bacterie wordt veroorzaakt en ook vaker tot ernstige complicaties aanleiding geeft. Aangezien de antibacteriële immuniteit typespecifiek is, kan men meerdere keren door verschillende streptokokkentypen geïnfecteerd worden. Hierbij wordt wel een toenemende immuniteit tegen een of meerdere erytrogene toxines gevormd, waardoor roodvonk na het zesde levensjaar minder voorkomt. 

## Andere betekenissen
Wanneer een nieuw product nog gebreken vertoont, noemt men deze fouten ook kinderziekten.